# Sid : Opération survie
 (juillet 2025).
Pour plus de détails, voir Fiche technique et Distribution.
Sid : Opération survie (Surviving Sid) est un court métrage d'animation américain réalisé par Galen T. Chu et Karen Disher, sorti le 9 décembre 2008 aux États-Unis.
Le film met en vedette le personnage principal de L'Âge de glace, Sid, qui est moniteur d'une colonie de vacances.

## Fiche technique
- Titre original : Surviving Sid
- Titre français : Sid : Opération survie
- Titre québécois : Inconnu
- Réalisation : Galen Tan Chu et Karen Disher
- Scénario : Yoni Brenner, Mike Reiss et Jon Vitti
- Montage : Erin Crackel
- Musique : Michael A. Levine
- Production : John C. Donkin, Lori Forte, Carlos Saldanha et Chris Wedge
- Sociétés de production : Blue Sky Studios
- Société de distribution : 20th Century Fox
- Pays d’origine :  États-Unis
- Langue originale : anglais
- Durée : 7 minutes
- Date de sortie : 
  -  États-Unis : 9 décembre 2008
  -  Royaume-Uni : 20 octobre 2008

## Distribution
- John Leguizamo (VF : Élie Semoun) : Sid
- Chris Wedge : Scrat
- Shane Baumel : Castor
- Paul Butcher : Taupe
- Sean Michael Cunningham : Glyptodon
- Khamani Griffin : le fils castor
- John Hawkinson : le père castor
- Maria Lark : Oryctérope
- Emily Osment : Claire

## Sortie DVD
Sid : Opération survie est sorti en bonus dans le DVD du film Horton